# دولار روديسي
الدولار الروديسي ( R$ أو Rh$ ، RHD ) كان عملة روديسيا بين عامي 1970 و1980، مقسمة إلى 100 سنت.

## تاريخ
طرح الدولار في 17 فبراير 1970، أي قبل أسبوعين تقريبًا من إعلان الجمهورية في 2 مارس 1970. ليحل محل الجنيه الروديسي بمعدل 2 دولار لكل 1 جنيه، وأثبت الدولار كونه عملة قوية مع الجنيه الإسترليني حتى نهاية روديسيا في عام 1980، عندما استبدل بالدولار الزيمبابوي بنفس القيمة. ومع ذلك، لم يكن الدولار الروديسي أبدًا عملة قابلة للتحويل بالكامل، وبالتالي لم يكن سعر صرفه مؤشرًا على الاقتصاد الأساسي.

## نصف جنيه
في اعتماد الدولار الروديسي، اتبعت روديسيا نمط جنوب أفريقيا وأستراليا ونيوزيلندا حيث أنها عندما اعتمدت النظام العشري، قررت استخدام وحدة نصف الجنيه بدلاً من وحدة الحساب بالجنيه. اختيار اسم الدولار كان مفضلاً من قبل وزير المالية آنذاك، جون راثال، الذي اعتبره ذا أهمية دولية.

## عملات معدنية
في 17 فبراير 1970، طرح الدولار الروديسي وكان مساويًا للجنيه الاسترليني. وصنعت العملة على النحو التالي - البرونزية  1 و1⁄2 سنت ونحاس ونيكل 21⁄2، وتقديم عملات معدنية سنت، والتي تم تداولها جنبًا إلى جنب مع العملات المعدنية السابقة للجنيه الروديسي بقيمة 5 و10 و20 و25 سنتًا، والتي كانت أيضًا مقومة بالشلن والبنس. وبعد ذلك طرحت عملات معدنية جديدة بقيمة 5 سنتات في عام 1973، تليها 10 و20 و25 سنتًا في عام 1975. وسكت العملات المعدنية حتى عام 1977 في دار سك العملة بجنوب إفريقيا في بريتوريا. كان لدى روديسيا عملات معدنية من فئة 1⁄2 و21⁄2 سنت، كما في جنوب أفريقيا.

## الأوراق النقدية
في 17 فبراير 1970، أصدر بنك الاحتياطي الروديسي أوراقًا نقدية من فئة 1 و2 و10 دولارات. وصدرت الأوراق النقدية فئة 5 دولارات في عام 1972.
| ت | صورة   | صورة   | قيمة       | أبعاد       | اللون الرئيسي | اللون الرئيسي | وصف           | وصف             | وصف            | تاريخ       | تاريخ          |
| ت | وجه    | عكس    | قيمة       | أبعاد       | اللون الرئيسي | اللون الرئيسي | وجه العملة    | يعكس            | علامة مائية    | الطباعة     | الإصدار        |
| - | ------ | ------ | ---------- | ----------- | ------------- | ------------- | ------------- | --------------- | -------------- | ----------- | -------------- |
| 1 | </img> | </img> | 1 دولار    | 134 × 75 مم |               | أزرق          | طائر زيمبابوي | حقل التبغ       | سيسيل جون رودس | 1970 - 1978 | 17 فبراير 1970 |
| 2 | </img> | </img> | 2 دولار    | 149 × 83 مم |               | أحمر          | زهرة غلوريوسا | شلالات فيكتوريا | سيسيل جون رودس | 1970 - 1978 | 17 فبراير 1970 |
| 3 | </img> | </img> | 5 دولارات  | 152 × 86 مم |               | بني           | زرافة         | الأسود          | سيسيل جون رودس | 1972 - 1978 | 16 أكتوبر 1972 |
| 4 | </img> | </img> | 10 دولارات | 158 × 88 مم |               | رمادي         | ظباء السمور   | زيمبابوي العظمى | سيسيل جون رودس | 1970 - 1978 | 17 فبراير 1970 |

في 2 يناير 1979، استبدل بنك الاحتياطي الروديسي العلامة المائية لسيسيل رودس بعلامة طائر زيمبابوي، بعد التسوية الداخلية التي شهدت إعادة تسمية البلاد إلى زيمبابوي روديسيا [الإنجليزية].
| ت  | صورة   | صورة   | قيمة       | أبعاد       | اللون الرئيسي | اللون الرئيسي | وصف           | وصف             | وصف           | تاريخ       | تاريخ        |
| ت  | وجه    | عكس    | قيمة       | أبعاد       | اللون الرئيسي | اللون الرئيسي | وجه العملة    | يعكس            | علامة مائية   | الطباعة     | الإصدار      |
| -- | ------ | ------ | ---------- | ----------- | ------------- | ------------- | ------------- | --------------- | ------------- | ----------- | ------------ |
| 38 | </img> | </img> | 1 دولار    | 134 × 75 مم |               | أزرق          | طائر زيمبابوي | حقل التبغ       | طائر زيمبابوي | 1979 - 1980 | 2 أغسطس 1979 |
| 39 | </img> | </img> | 2 دولار    | 149 × 83 مم |               | أحمر          | زهرة غلوريوسا | شلالات فيكتوريا | طائر زيمبابوي | 1979 - 1980 | 24 مايو 1979 |
| 40 | </img> | </img> | 5 دولارات  | 152 × 86 مم |               | بني           | زرافة         | الأسود          | طائر زيمبابوي | 1979 - 1980 | 15 مايو 1979 |
| 41 | </img> | </img> | 10 دولارات | 158 × 88 مم |               | رمادي         | ظباء السمور   | زيمبابوي العظمى | طائر زيمبابوي | 1979 - 1980 | 2 يناير 1979 |